# واکنشگر ناب پتاسیس
واکنشگر ناب پتاسیس (به انگلیسی: Petasis reagent) با فرمول شیمیایی C۱۲H۱۶Ti یک ترکیب شیمیایی است. 